# Thalassa (gruppo musicale)
I Thalassa sono stati un duo musicale greco formato nel 1998 da Giannīs Valvīs e da Dionysia Karokī.
Hanno rappresentato la Grecia all'Eurovision Song Contest 1998 con il brano Mia kryfī evaisthīsia.

## Carriera
I Thalassa si sono formati ad hoc per partecipare alla selezione greca per l'Eurovision Song Contest 1998, andata in onda il 7 marzo 1998. Hanno proposto il loro brano Mia kryfī evaisthīsia, e sono stati scelti come vincitori dal televoto. Alla finale dell'Eurovision, che si è tenuta il successivo 9 maggio a Birmingham, si sono classificati al 20º posto su 25 partecipanti con 12 punti totalizzati, tutti provenienti dal televoto cipriota. Il loro singolo, che ha avuto scarso successo commerciale, è stato pubblicato su CD insieme ad altri due inediti in lingua inglese.

## Discografia

### Singoli
- 1998 – Mia kryfī evaisthīsia